# Pira (Tarragona)
Pira ist eine Gemeinde (Municipio) mit 498 Einwohnern (Stand: 2024) im Südosten Kataloniens in Spanien. Die Gemeinde gehört zur Comarca Conca de Barberà.

## Lage
Pira liegt 27 Kilometer nördlich von Tarragona in einer durchschnittlichen Höhe von ca. 385 m.

## Bevölkerungsentwicklung
| Jahr      | 1970 | 1981 | 1991 | 2001 | 2011 | 2021 |
| --------- | ---- | ---- | ---- | ---- | ---- | ---- |
| Einwohner | 401  | 382  | 312  | 396  | 500  | 498  |

## Sehenswürdigkeiten

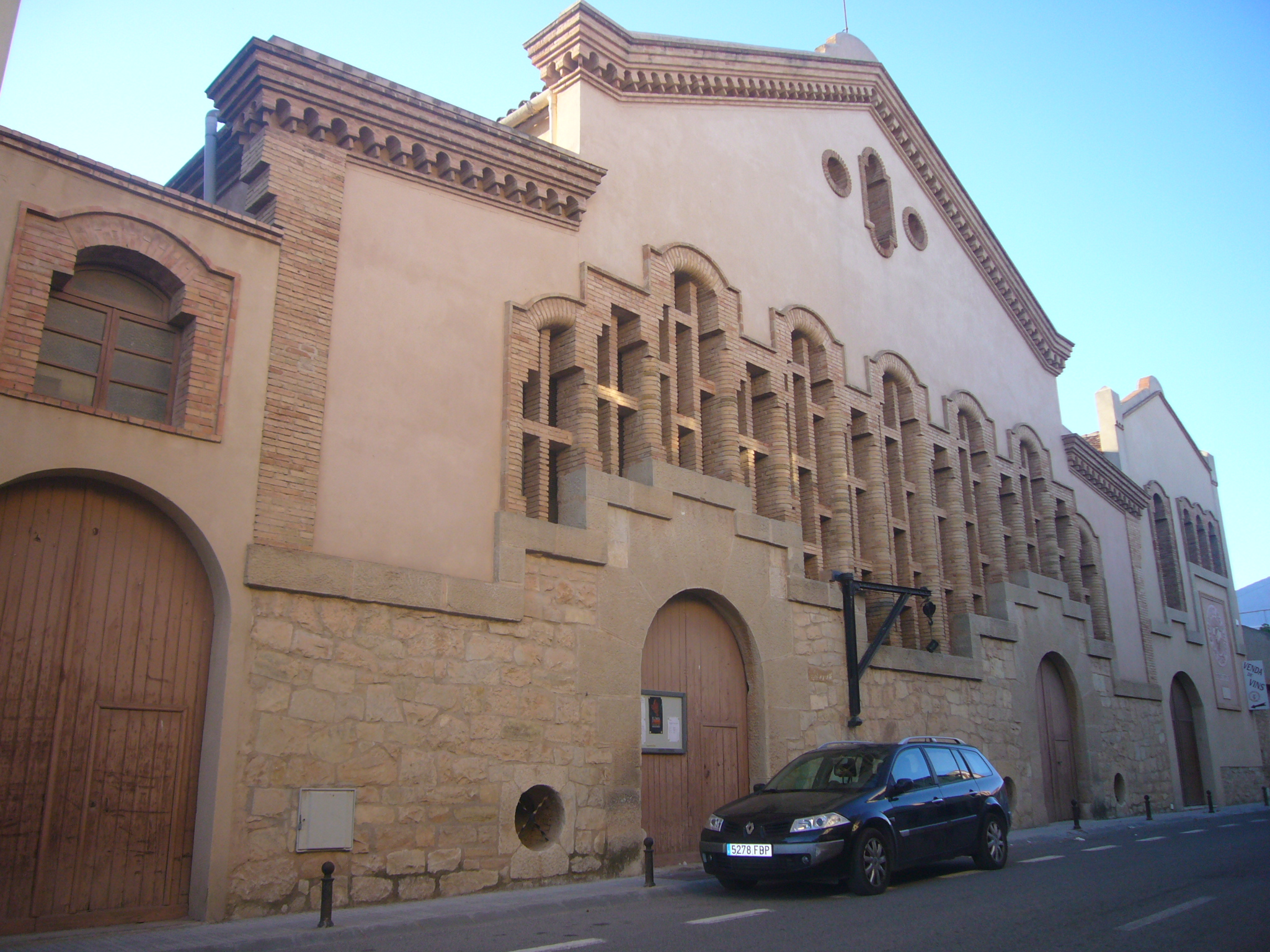
Weinkellerei

- Salvatorkirche
- Bodega (Weinkellerei)